# Боскацо (Бијела)
Боскацо је насеље у Италији у округу Бијела, региону Пијемонт.
Према процени из 2011. у насељу је живело 168 становника. Насеље се налази на надморској висини од 299 м.